# Intrapales insularis
Intrapales insularis är en tvåvingeart som beskrevs av Louis-Paul Mesnil 1977. Intrapales insularis ingår i släktet Intrapales och familjen parasitflugor.
Artens utbredningsområde är Madagaskar. Inga underarter finns listade i Catalogue of Life.